# Ludwig Kotzebue
Ludwig Kotzebue (1946) is een voormalig zwaargewicht Surinaams-Nederlands karateka.
Individueel won hij gouden medailles tijdens de Europese kampioenschappen van 1977 in Parijs en de Wereldkampioenschappen karate van 1981 in Santa Clara, Californië. Daarnaast won hij in teamverband een gouden medaille tijdens de Wereldkampioenschappen van 1977 in Tokio, samen met Otti Roethof en John Reeberg. Nadat hij stopte in competitieverband werd hij tot 2011 karatetrainer in Amsterdam. Daarnaast was hij in het midden van de jaren 1990 tweeënhalf jaar bondscoach van het Nederlandse nationale karateteam.